# Saint-Synode de la hiérarchie catholique de Grèce
Ne doit pas être confondu avec le Saint-Synode de l’Église de Grèce, orthodoxe.
Le Saint-Synode de la hiérarchie catholique de Grèce (en grec moderne : Ιερά Σύνοδος της Καθολικής Ιεραρχίας της Ελλάδος, abrégé ΙΣΚΙΕ) est une conférence épiscopale de l’Église catholique qui réunit les ordinaires de Grèce.
La conférence est représentée à la Commission des épiscopats de l’Union européenne (COMECE). Son président participe également au Conseil des conférences épiscopales d’Europe (CCEE), avec une petite quarantaine d’autres membres.

## Membres
Sont membres de la conférence :
- Theódoros Kontídis (Θεόδωρος Κοντίδης), archevêque d’Athènes et administrateur apostolique de Rhodes[4] ;
- Sevastianos Rossolatos (el) (Σεβαστιανός Ροσσολάτος), archevêque émérite d’Athènes[Note 1] ;
- Nikolaos Printesis (de) (Νικόλαοσ Πρίντεζης), archevêque de Naxos, Ándros, Tínos et Mykonos (de), administrateur apostolique du Chios ;
- Nikólaos Fóskolos (de) (Νικόλαος Φώσκολος), archevêque émérite d’Athènes ;
- Frangiskos Papamanolis (el) (Φραγκίσκος Παπαμανώλης), évêque émérite de Syros (el) ;
- Ioannis Spiteris (el) (Ιωάννης Σπιτέρης), archevêque de Corfou, Zante et Céphalonie (de) et vicaire apostolique de Thessalonique ;
- Petros Stefanou (el) (Πέτρος Στεφάνου), évêque de Syros (el) et de Santorin (de) et administrateur apostolique de Crète (de) ;
- Manuel Nin (Εμμανουήλ Νιν), évêque titulaire de Carcabia (de) et exarque apostolique de l’Église catholique byzantine grecque ;
- Hovsep Bezazian (pl) (ou Hovsep Bezouzou), administrateur apostolique de l’ordinariat de Grèce des catholiques de rite arménien (en).

## Historique
La conférence a été fondée le 10 juin 1965.

## Sanctuaires
La conférence n’a pas, en 2022, désigné de sanctuaire national.